# Fortville
Fortville és una població dels Estats Units a l'estat d'Indiana. Segons el cens del 2000 tenia 3.444 habitants.

## Demografia
Segons el cens del 2000, Fortville tenia 3.444 habitants, 1.394 habitatges, i 950 famílies. La densitat de població era de 1.089,9 habitants/km².
Dels 1.394 habitatges en un 36,2% hi vivien nens de menys de 18 anys, en un 52,4% hi vivien parelles casades, en un 11,9% dones solteres, i en un 31,8% no eren unitats familiars. En el 27,8% dels habitatges hi vivien persones soles l'11,8% de les quals corresponia a persones de 65 anys o més que vivien soles. El nombre mitjà de persones vivint en cada habitatge era de 2,46 i el nombre mitjà de persones que vivien en cada família era de 3,03.
Per edats la població es repartia de la següent manera: un 27,8% tenia menys de 18 anys, un 7,9% entre 18 i 24, un 33% entre 25 i 44, un 19,4% de 45 a 60 i un 11,9% 65 anys o més.
L'edat mediana era de 34 anys. Per cada 100 dones de 18 o més anys hi havia 85,2 homes.
La renda mediana per habitatge era de 42.642$ i la renda mediana per família de 49.010$. Els homes tenien una renda mediana de 37.723$ mentre que les dones 25.951$. La renda per capita de la població era de 17.745$. Entorn del 4,3% de les famílies i el 6,5% de la població estaven per davall del llindar de pobresa.

## Poblacions més properes
El següent diagrama mostra les poblacions més properes.